# John Elway
John Albert Elway, Jr. (* 28. Juni 1960 in Port Angeles, Washington) ist ein ehemaliger US-amerikanischer American-Football-Spieler und -Funktionär. Er spielte sechzehn Jahre auf der Position des Quarterbacks für die Denver Broncos in der National Football League (NFL) und führte sie zu zwei aufeinanderfolgenden Siegen im Super Bowl (Super Bowl XXXII und Super Bowl XXXIII). Seine Trikotnummer 7 wird von den Denver Broncos nicht mehr vergeben.
Elway ist Mitglied in der Pro Football Hall of Fame, in dem National Football League 1990s All-Decade Team und in der College Football Hall of Fame.

## Jugend
Mit elf Jahren spielte John Elway zum ersten Mal American Football, besser gesagt Little Grizzly Football. In seinem Team, Evans Vance Co., spielte er jedoch nicht Quarterback, sondern Runningback. Ihm war es zu langweilig, den Ball sofort aus der Hand zu geben. Gleich im ersten Jahr gewann sein Team die Stadtmeisterschaft. Danach verlief sich sein Interesse für Football etwas. Auf der High School spielte John im 7. und 8. Schuljahr lieber Baseball und Basketball.
Sein Interesse erwachte im 10. Schuljahr wieder, als die Familie nach Granada Hills, nördlich von Los Angeles, zog. Das dortige High-School-Team hat eine lange Tradition und Coach Jack Neumeier liebte das Passspiel. Während andere an den Strand gingen, trainierte John seinen Wurfarm. An manchen Tagen warf er zur Übung 400 bis 500 Pässe. Sein Talent blieb auch nicht im Verborgenen; 65 Colleges wollten John Elway rekrutieren. Er entschied sich für die Stanford University, wo er seine Frau Janet kennenlernte, die eine sehr gute Leistungsschwimmerin war. 1981 ließen ihn die New York Yankees aus der Major League Baseball (MLB) für sechs Wochen in einer Class A League spielen.

## Spielerkarriere

### College
Elway schrieb sich 1979 in Stanford ein und spielte dort Football und Baseball. Obwohl er es in seinen vier Saisons (1979 bis 1982) als Footballer nicht schaffte, die Mannschaft in ein Endspiel zu führen, hatte er eine erfolgreiche College-Karriere. Er warf 774 Pässe für 9349 Yards und 77 Touchdowns.

### NFL
Elway ging als einer der begehrtesten Kandidaten in den NFL Draft 1983. Dort wurde er als Gesamterster von den Baltimore Colts ausgewählt, obwohl Elway bereits vor dem Draft gegenüber den Colts zum Ausdruck brachte, dass er nicht für sie spielen werde und im Zweifelsfall eine Profibaseballspielerkarriere beginnen wolle. Colts-Besitzer Robert Irsay entschied sich daraufhin, Elway zu tauschen, wollte aber nicht dessen Wunsch, an der Westküste zu spielen, erfüllen, weshalb die San Diego Chargers, die Seattle Seahawks und die Los Angeles Raiders aus dem Rennen waren. Den Zuschlag erhielten letztlich die Denver Broncos. Die Colts erhielten im Gegenzug den Quarterback Mark Hermann, den Offensive Tackle Chris Hinton und den Erstrundenpick der Broncos für den Draft 1984, mit dem sie Guard Ron Solt auswählten.
In seiner ersten Saison konnte er in zehn Spielen von Beginn an auflaufen, gewann jedoch nur vier davon. Zusätzlich warf er vierzehn Interceptions. Denvers Head Coach, Dan Reeves, gab daraufhin öffentlich zu, dass es ein Fehler war, Elway so früh einzusetzen. Am vorletzten Spieltag der Saison 1983 spielten die Broncos gegen die Colts. In diesem Spiel wurde Elway eingewechselt und führte die Broncos zum Sieg und damit auch in die Play-offs. Dort verloren sie jedoch bereits in den Wild Cards gegen die Seattle Seahawks. In den folgenden Saisons verbesserte sich Elway stetig, konnte aber erst 1986 sein erstes Play-off-Spiel gewinnen und mit den Broncos in das AFC Championship Game einziehen. Dort spielten sie gegen die Cleveland Browns, die bis kurz vor Schluss mit 20:13 führten. Doch Elway führt die Broncos mit einer als The Drive bekannten Spielzugserie über 98 Yards zum Ausgleich und die Broncos gewannen das Spiel in der Overtime, womit Elway erstmals einen Super Bowl erreichte. Den Super Bowl XXI verloren die Broncos jedoch mit 20:39 gegen die New York Giants. Auch in der folgenden Saison führte Elway die Broncos in den Super Bowl. Dort verloren sie jedoch nach einer 10:0-Führung mit 10:42 gegen die Washington Redskins.
Zwei Jahre später führte Elway die Broncos in den Super Bowl XXIV, den sie jedoch mit 10:55 gegen die San Francisco 49ers um Joe Montana verloren. Nach drei verlorenen Super Bowls bildete sich ein Stigma um Elway, da er trotz sehr guter Leistungen nie eine Meisterschaft gewinnen konnte. In den folgenden Jahren verschlechterten sich die Leistungen der Broncos und nach zwei Trainerwechseln konnte Elway 1997 unter Mike Shanahan mit den Broncos erneut in den Super Bowl einziehen. Im Super Bowl XXXII besiegten die Broncos die Green Bay Packers. Bei der Siegerehrung verkündete der Broncos-Besitzer Pat Bowlen: „This is for John.“ („Das ist für John“). In der darauffolgenden Saison gewann Elway mit den Broncos gegen die Atlanta Falcons den Super Bowl XXXIII und wurde zum Super Bowl MVP ernannt. Kurz darauf beendete Elway seine Karriere.

## Funktionärskarriere
Im Juni 2002 gründete Elway das Arena-Football-Team Colorado Crush. Trotz einer schlechten ersten Saison der Crushes, die nur zwei von 16 Spielen gewannen, wurde Elway 2003 zum Arena Football League’s Executive of the Year ernannt. 2005 gewannen die Crushes den Arena Bowl XIX, womit Elway seine dritte professionelle Meisterschaft gewann. Nachdem die Arena Football League aus finanziellen Gründen den Spielbetrieb für die Saison 2009 aussetzte, kehrten die Crushes 2010 nicht zurück, sondern gaben den Spielbetrieb auf. Am 5. Januar 2011 wurde er von Bowlen zum Vizepräsidenten und General Manager der Denver Broncos ernannt. Unter ihm gelangten die Broncos zwei Mal in den Super Bowl und gewannen mit dem Super Bowl 50 auch einen.

## Teilnahme beiThe Masked Singer
Im September 2024 nahm Elway als Leaf Sheep an der zwölften Staffel der US-amerikanischen Version von The Masked Singer teil, in der er den 15. Platz erreichte.

## Privates
2001 starb Elways Vater an einem Herzinfarkt, ein Jahr später verstarb seine Schwester Jana an Lungenkrebs.
Von 1984 bis 2003 war er mit Janet Buchan (* 17. Februar 1961 in Seattle, Washington) verheiratet, mit der er vier Kinder hat: Jessica Gwen, Jordan Marie, Juliana und John Albert Elway III. Jessica Elway spielte als Freshman im Basketball-Frauen-Team der Stanford University.